# Lommagölen (Lösens socken, Blekinge)
Lommagölen är en sjö i Karlskrona kommun i Blekinge och ingår i Bruatorpsån-Lyckebyåns huvudavrinningsområde.